# 奥出雲交通
奥出雲交通株式会社（おくいずもこうつう）は、島根県仁多郡奥出雲町で路線バスを運行する第三セクター方式の事業者である。一部の路線は隣接する島根県安来市・鳥取県日野郡日南町にも乗り入れている。

## 歴史
- 1996年4月1日:一畑電気鉄道（現・一畑バス）が三成営業所を廃止する方針を示したため、仁多町（現・奥出雲町）が96%、一畑電気鉄道が4%を出資して、仁多交通を設立。
- 1996年5月1日:一畑電気鉄道から路線を譲り受け事業を開始。なお、同じ三成営業所が担当していた横田町（現・奥出雲町）内の路線は日ノ丸自動車へ譲渡された。
- 2005年3月31日:仁多町・横田町が新設（対等）合併し、奥出雲町となる。
- 2005年10月1日:町内のバス交通を一元化するため、仁多交通を奥出雲交通に改称。同時に、日ノ丸自動車から旧・横田町内の路線を譲り受ける。
- 2024年9月1日:全路線で日祝運休となる。[1]
- 2024年12月1日:阿井高野線の、内谷から道の駅たかのまでの区間が廃止になる。[2]

## 営業所(車庫)の所在地
- 本社
  - 島根県仁多郡奥出雲町三成211-4
- 内谷車庫
  - 島根県仁多郡奥出雲町上阿井1555-3
- 横田車庫
  - 島根県仁多郡奥出雲町稲原603-3
- 竹崎車庫
  - 島根県仁多郡奥出雲町竹崎
- 小馬木車庫
  - 島根県仁多郡奥出雲町小馬木1120-45

## 路線
1. 運賃は大人200円、小学生・障がい者手帳（発行自治体は問わない）持参の場合は100円、幼児は無料。
2. 回数券
  - 販売金額1,000円（200円券×6枚）
  - 販売金額   500円（100円券×6枚）
3. 定期券
  - 大人：1箇月1,800円
  - 小学生・障害者等：1箇月900円

回数券販売箇所は 三成、横田事務所及び車内で販売
町外および島根県外者が短期間の利用のための定期券購入も可能
（停留所名）は一部の便のみ停車。＜停留所名/停留所名＞はどちらかを経由。

### 広域路線
- 三成 - 大谷 - 横田線
  - 奥出雲交通 - サンクス前 - 三成駅 - 奥出雲病院 - 絲原記念館前 - 吉ヶ口 - 八川公民館前 - （横田中学校） - （横田蔵市） - 横田駅 - 横田車庫
- 三成 - 馬木 - 八川 - 横田線
  - 奥出雲交通 - サンクス前 - 三成駅 - 奥出雲病院 - 下高尾 - 鬼の舌震 - （野土別れ） - 大谷別れ - 大馬木別れ - 上市 - 小馬木車庫 - 大山神社 - 大馬木 - 反保 - 大畝別れ - 反保 - 大原 - 八川駅前 - 八川公民館前 - （横田中学校） - 横田蔵市 - 横田駅 - （横田高校入口） - 横田車庫

### 三成発着路線
- 三成 - 三沢線
  - 奥出雲交通 - サンクス前 - 三成駅 - 奥出雲病院 - 上鞍掛 - 三沢小学校 - 原田 - 佐々木 - 奥出雲交通（循環）
    - 上記は右回り。左回りは文末方向から順番にとまる。
- 三成 - 阿井線
  - 奥出雲交通 - サンクス前 - 三成駅 - 奥出雲病院 - ＜尾白/一軒屋＞ - 下阿井 - 米原 - 内谷車庫
- 三成 - 佐白線
  - 奥出雲交通 - サンクス前 - 三成駅 - 奥出雲病院 - 三所別れ - 馬馳 - 八代駅前 - 布勢小学校 - 佐白宮の下
- 三成 - 亀嵩 - 西比田線
  - 奥出雲交通 - サンクス前 - 三成駅 - 奥出雲病院 - 亀嵩駅 - （高田） - 亀嵩支所前 - （亀嵩温泉） - 上久比須 - 西比田車庫 - いきいき交流館（島根県安来市）
    - 西比田車庫・いきいき交流館で安来市広域生活バス（イエローバス）の広瀬 - 西比田線に接続。
- 三成 - 馬木線
  - 奥出雲交通 - サンクス前 - 三成駅 - 奥出雲病院 - 下高尾 - 鬼の舌震 - 大谷別れ - 大馬木別れ - 反保・大馬木・小馬木車庫・上市（循環）

### 横田発着路線
- 横田 - 八川 - 馬木線
  - 横田車庫 - （横田高校入口） - 横田駅 - （横田蔵市） - （横田中学校） - 八川公民館前 - 八川駅前 - 大原 - 反保 - 大畝別れ - 反保 - 大馬木・大山神社・小馬木車庫・上市・大馬木別れ・大谷別れ・野土別れ・大谷別れ・大馬木別れ（循環）
- 横田 - 八川 - 三井野原線
  - 横田車庫 - （横田高校入口） - 横田駅 - （横田蔵市） - （横田中学校） - 八川公民館前 - 八川駅前 - 出雲坂根駅前 - 道の駅 - 三井野原駅入口 - 三井野原
- 横田 - 鳥上 - 阿毘縁線
  - 横田車庫 - （横田高校入口） - （横田中学校） - （横田蔵市） - 横田駅 - 鳥上小学校前 - 竹崎車庫 - 斐乃上荘 - 万丈 - 山口別れ - 阿毘縁車庫（鳥取県日野郡日南町）
    - 山口別れ - 阿毘縁車庫間は鳥取県日野郡日南町である。
    - 横田車庫8:08発と阿毘縁13:38発は日南町営バスの山上線と接続しており（後者は土休日のみ）、2010年度時刻表では「やくも接続便」と案内している。ただし、奥出雲交通時刻表に書かれた日南町営バスの時刻と実際の時刻は違い、片方が遅れた場合待つことを含めた「接続」かは不明。

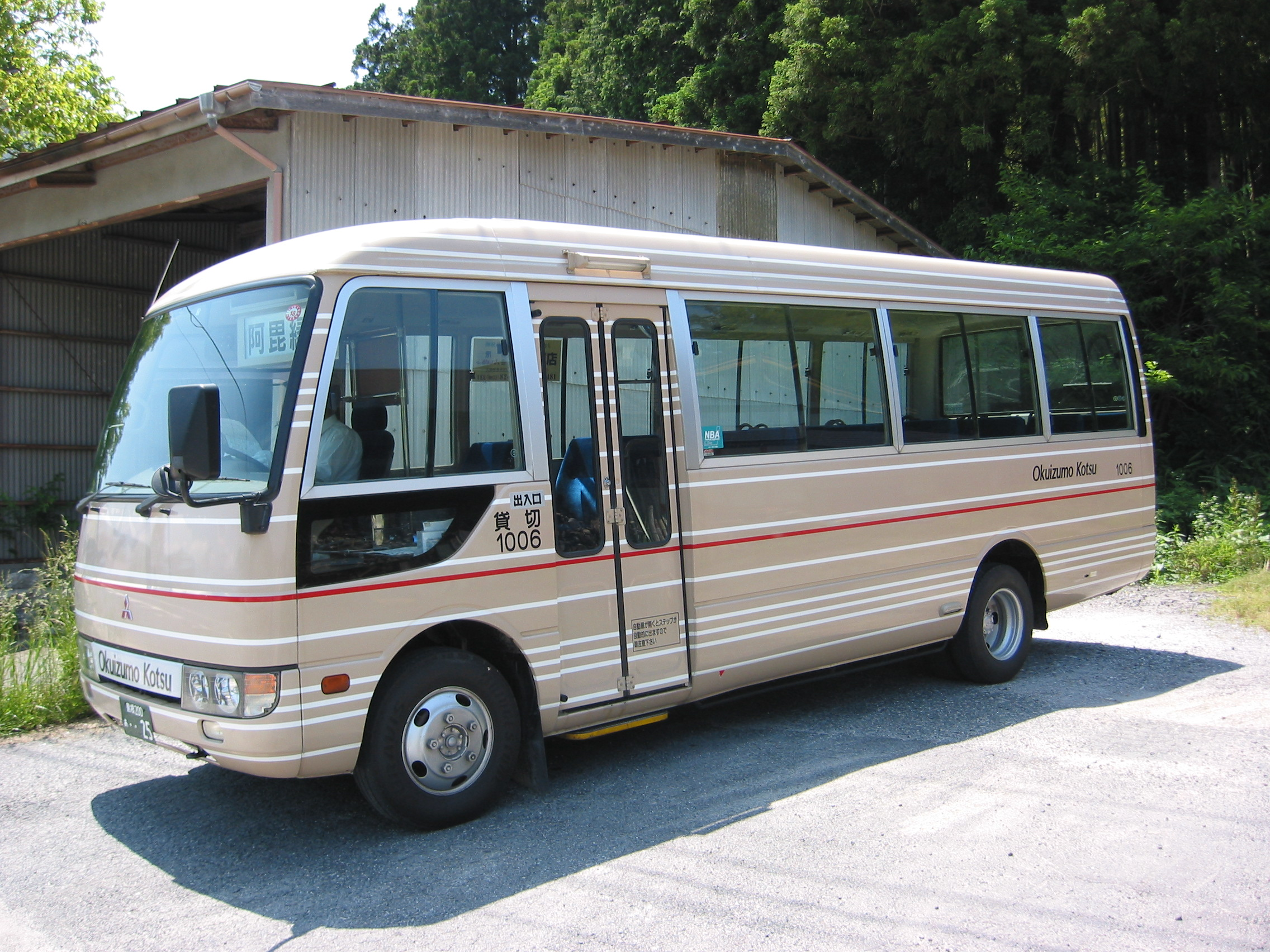
路線バスの車両（横田発着路線、2006年）

## 関連会社
- 一畑電気鉄道（持株会社）
- 一畑電車
- 一畑バス
- 松江一畑交通
- 出雲一畑交通
- 隠岐一畑交通
- 双葉タクシー